# Lasioptera aurata
Lasioptera aurata är en tvåvingeart som beskrevs av Frederick Askew Skuse 1888. Lasioptera aurata ingår i släktet Lasioptera och familjen gallmyggor. Inga underarter finns listade i Catalogue of Life.